# Petunia
El género Petunia comprende 23 especies pertenecientes a la familia de las Solanáceas, nativas de Sudamérica. La mayoría de las variedades cultivadas son híbridos de Petunia × hybrida, llamada también P. atkinsiana.

## Descripción
Son plantas perennes herbáceas, entre 15 a 60 cm dependiendo de la especie. Las hojas se disponen de forma alterna u opuesta, alargadas o redondeadas y de bordes enteros. Están recubiertas por una vellosidad algo pegajosa. Las flores son solitarias y axilares; surgen en los ápices de las ramas. El cáliz es tubular, con corola en forma de trompeta y muy pedunculadas.

## Taxonomía
Algunos botánicos clasifican las especies del género Calibrachoa en Petunia, Sin embargo, otros no aceptan esta clasificación.

## Ecología
Las especies de Petunia son polinizadas por insectos, excepto Petunia exserta, de flores rojas, cuyo polinizador es el colibrí.
Algunas especies de Lepidoptera, incluida la esfinge colibrí, se alimentan de su néctar. También constituyen el alimento de las larvas de Helicoverpa zea y de Trichoplusia ni (polilla de la col).
La mayoría de las petunias son diploides, con 14 cromosomas y no se pueden polinizar entre ellas.

## Especies
Fuente de la lista:

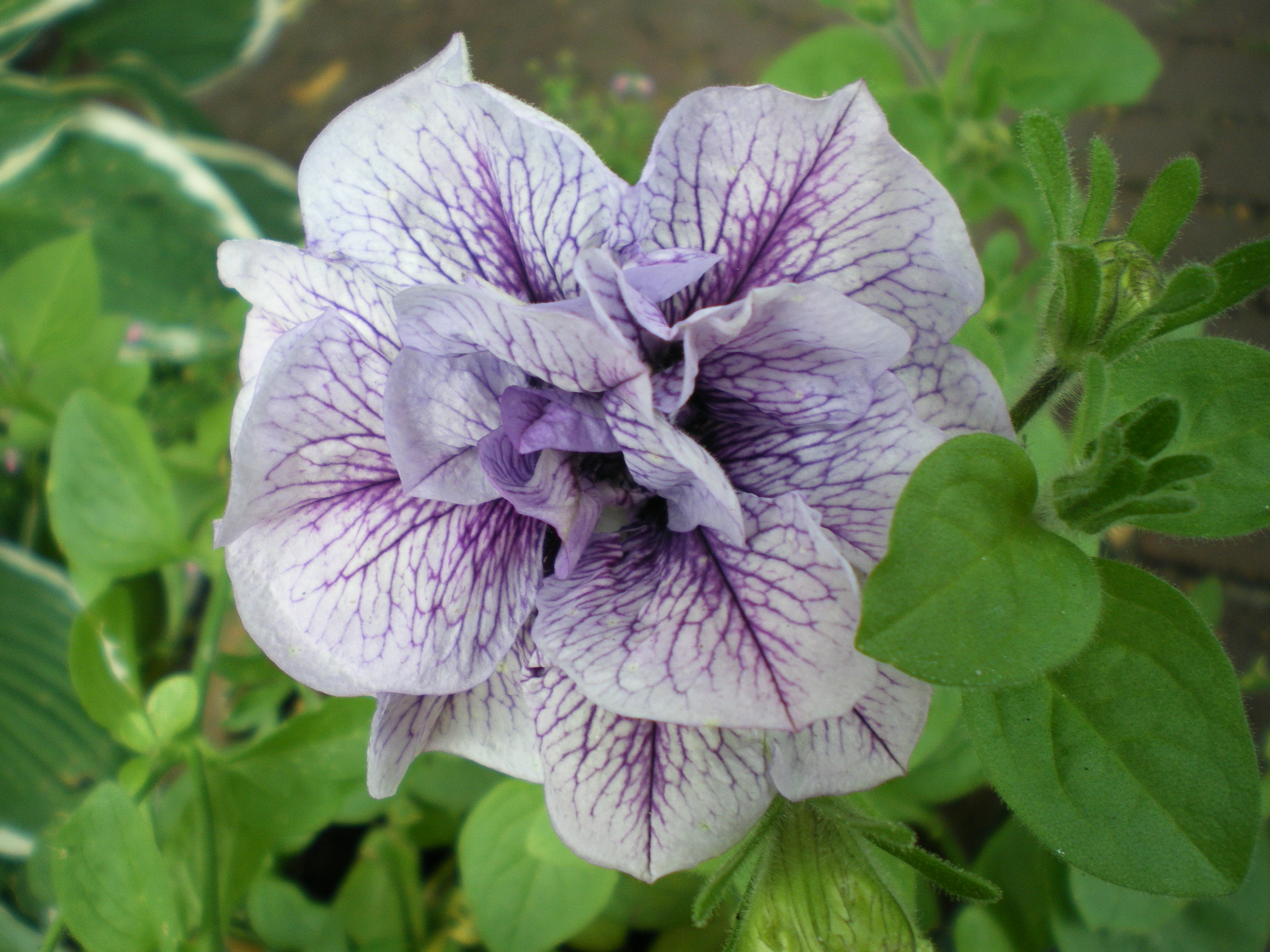
P. atkinsiana var. 'Sweet Sunshine', flor doble.

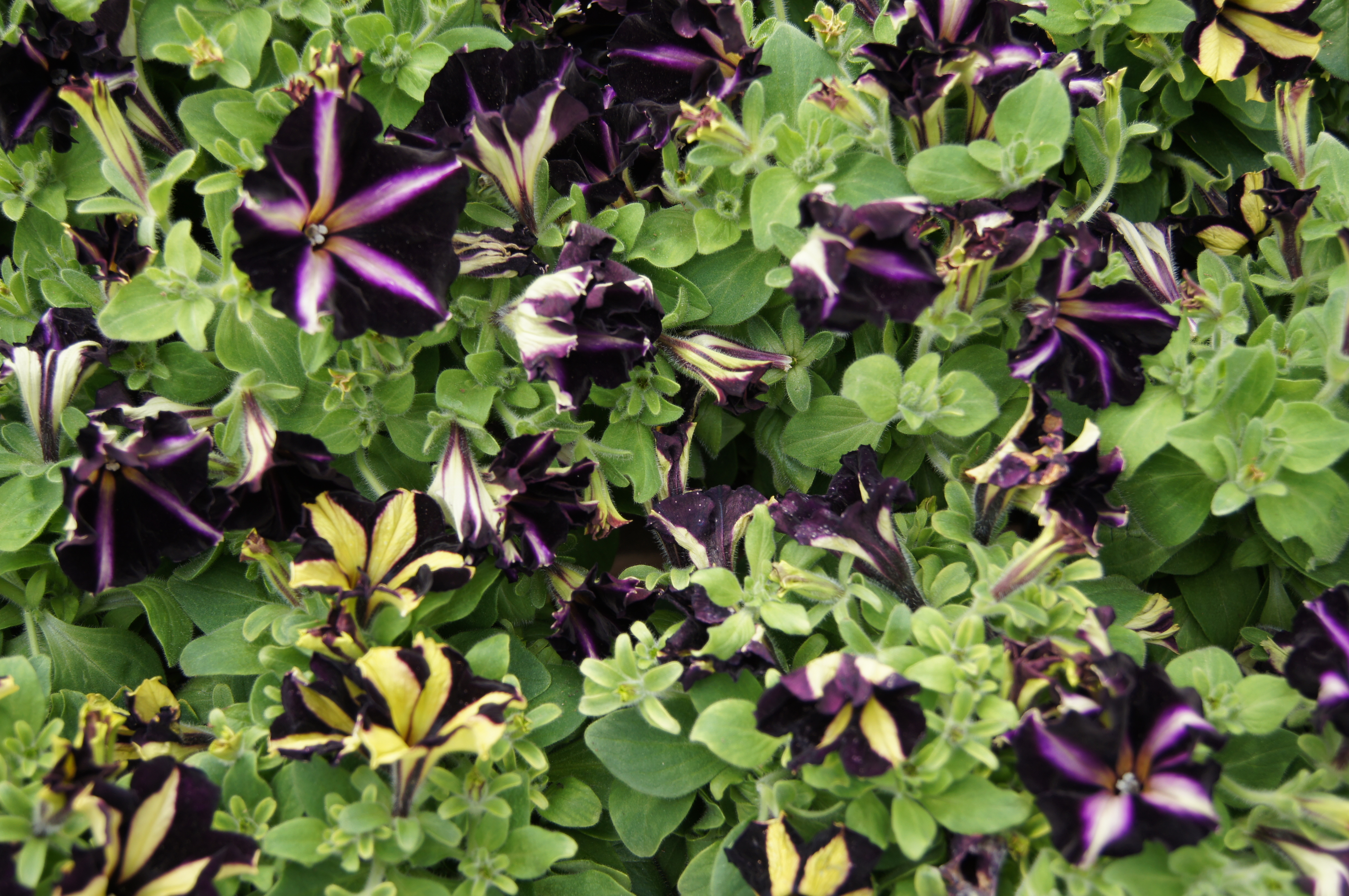
P. atkinsiana var. 'Surfinia'.

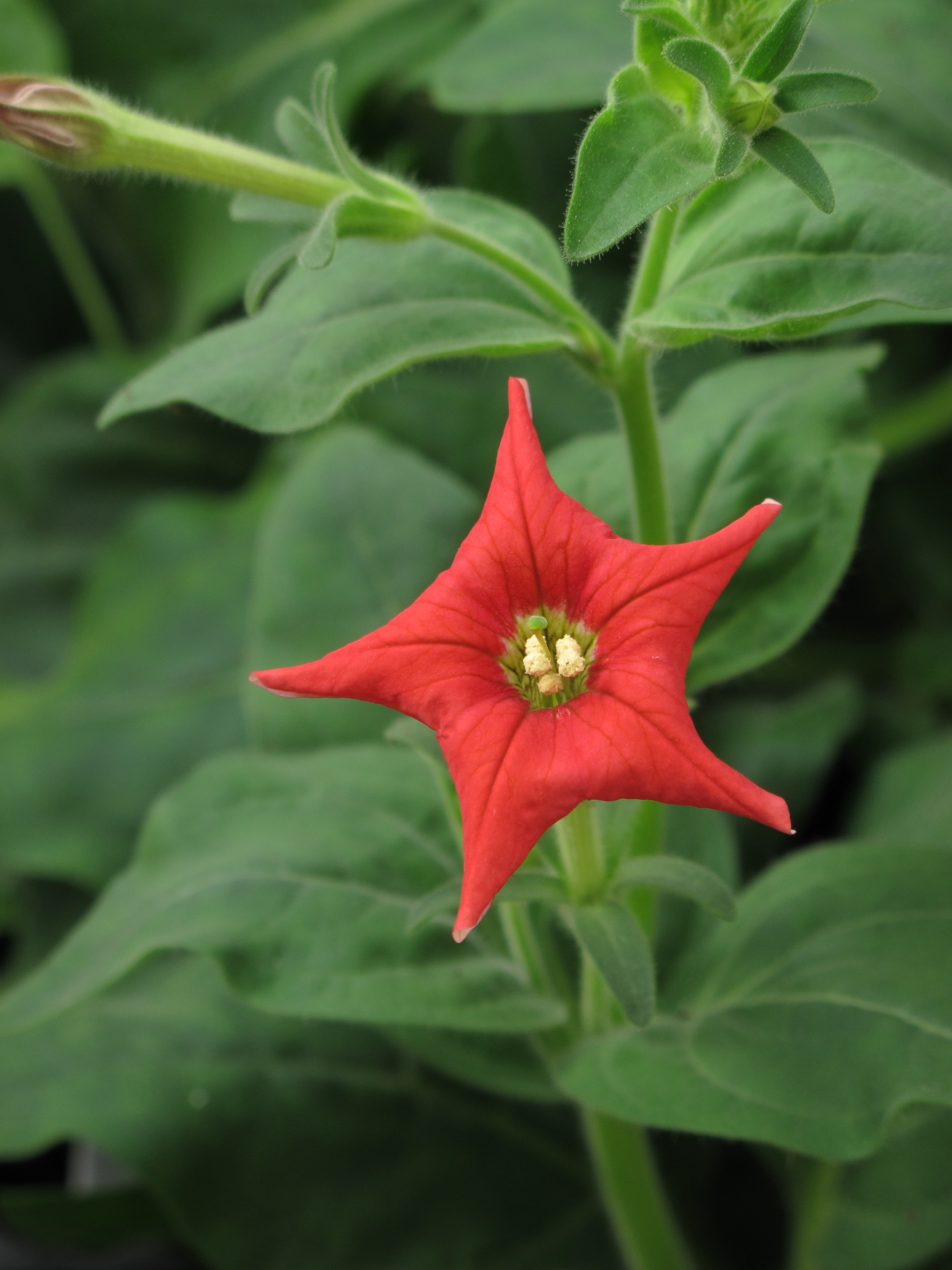
Petunia exserta.

- Petunia alpicola - L. B. Sm. & Downs
- Petunia altiplana - T. Ando & Hashim.
- Petunia axillaris - (Lam.) Britton et al.
- Petunia bajeensis - T. Ando & Hashim.
- Petunia bonjardinensis - T. Ando & Hashim
- Petunia correntina - Greppi & Stehmann
- Petunia exserta - Stehmann
- Petunia guarapuavensis - T. Ando & Hashim.
- Petunia helianthemoides - Sendtn.
- Petunia humifusa - Dunal
- Petunia integrifolia - (Hook.) Schinz & Thell.
- Petunia interior - T. Ando & Hashim.
- Petunia ledifolia - Sendtn.
- Petunia littoralis - L. B. Sm. & Downs
- Petunia mantiqueirensis - T. Ando & Hashim.
- Petunia occidentalis - R.E.Fr.
- Petunia patagonica - (Speg.) Millán
- Petunia pubescens - (Spreng.) R. E. Fr.
- Petunia reitzii - L. B. Sm. & Downs
- Petunia riograndensis - T. Ando & Hashim.
- Petunia saxicola - L. B. Sm. & Downs
- Petunia scheideana - L. B. Sm. & Downs
- Petunia variabilis - R. E. Fr.
- Petunia villadiana - Bárcena ex Hemsl.

### Híbrido
- Petunia × hybrida hort. ex E.Vilm.
Sinonimia: Petunia × atkinsiana (Sweet) D. Don ex W. H. Baxter[12]

## Usos y cultivo
Otras muchas especies han adquirido popularidad, además de P. × atkinsiana. Son utilizadas en jardinería mundialmente, debido a la variedad de colores, tamaños y formas de sus flores, su facilidad de cultivo y su largo periodo de floración; en latitudes tropicales se extiende todo el año.

### Cultivo

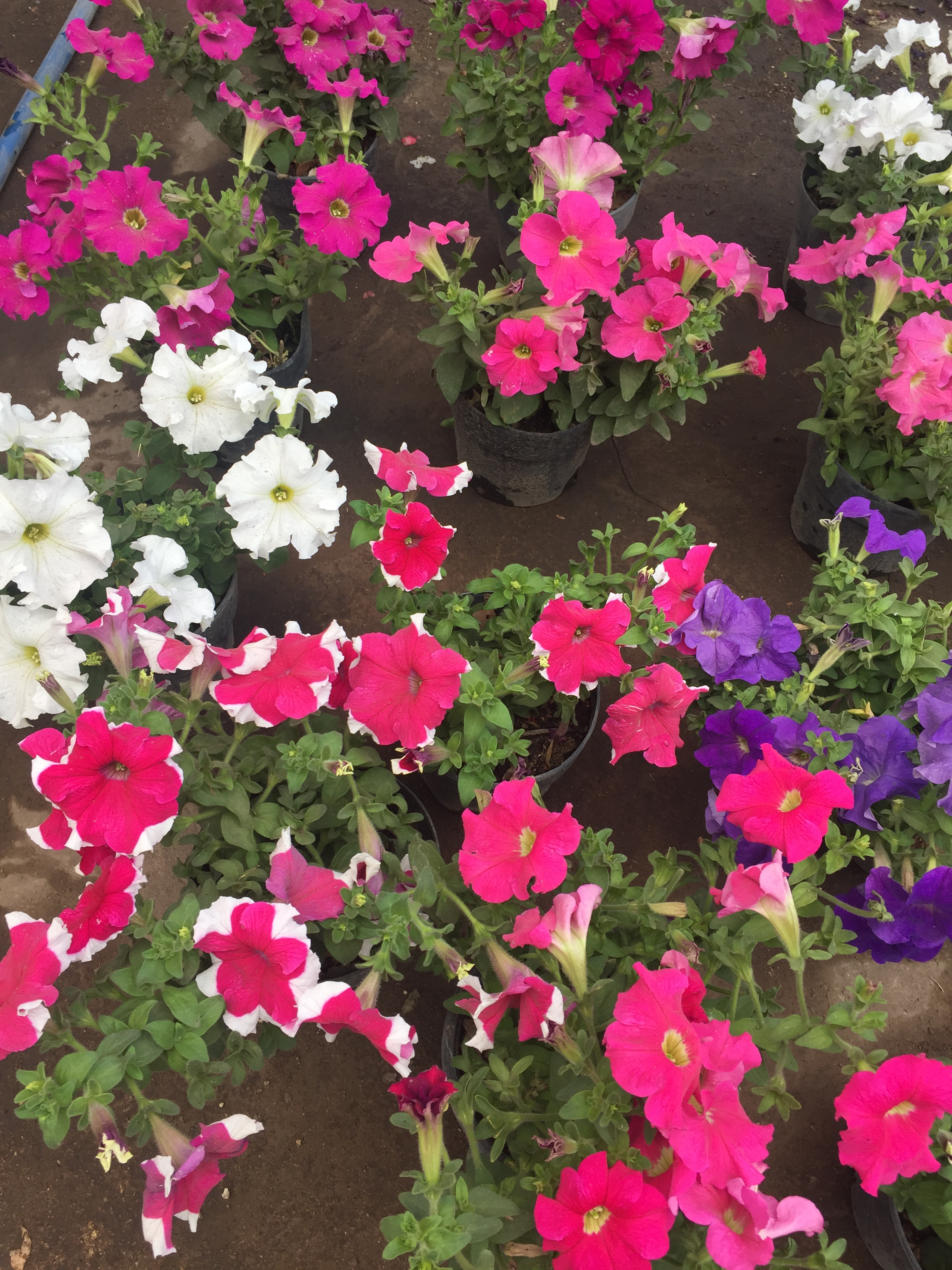
Petunias cultivadas en macetas

Los miembros de este género toleran condiciones relativamente duras y climas calurosos. Necesitan, al menos, cinco o seis horas de sol directo diariamente. Vegetan bien en sustratos húmedos bien drenados, pero con baja humedad ambiental. En las regiones secas necesitan riego diario. El crecimiento máximo se produce a finales de la primavera y es conveniente aplicar fertilizante una vez al mes para favorecer el desarrollo y la floración. 
Se reproducen a partir de semillas. Las petunias pueden ser cultivadas con mucho éxito en macetas o contenedores, mantenidos bajo malla sombra de 50 a 65% que les asegura temperaturas ligeramente más frescas que a pleno sol. 
En horticultura se denominan las diferentes variedades como: 'Grandiflora', 'Multiflora', Cubresuelos', 'Supertunia', 'Cascada' y 'Surfinia'.

## Etimología
Su nombre procede del francés anticuado petun, y este del tupí-guaraní petỹ, que los indígenas aplicaban a la planta del tabaco Nicotiana tabacum, debido a las semejanzas morfológicas con Petunia nyctaginiflora una de las primeras especies descrita en el siglo XIX, procedente de Brasil e introducida en Europa por una expedición francesa. Por ello ambas especies estuvieron incluidas en el mismo grupo taxonómico hasta principios de la década de 1990, cuando unos estudios filogenéticos revelaron las diferencias.